# Petovia equatorialis
Petovia equatorialis là một loài bướm đêm trong họ Geometridae.